# 韋馱天～東京奧運故事～
《韋馱天～東京奧運故事～》（日语：いだてん〜東京オリムピック噺〜），是日本放送協會播出的第58部大河劇，自2019年度1月6日起，於日本時間每週日晚間8點於NHK綜合頻道播出，由中村勘九郎及阿部貞夫雙主演。

## 簡介
本劇為慶祝2020年東京奧運，首度嘗試4K畫質拍攝的大河劇，並啟用了兩位旁白，以打破第四面牆的形式講解劇情。「韋馱天」為佛教護法，為一象徵疾跑的神祇，題字設計者橫尾忠則想讓標誌亦有飛騰感，故在宣傳海報上飾以三曲腿圖。
自1991年片尾播放「大河劇紀行」以來，首次前往外國進行都市巡禮。
此劇的官方網站因國際奧林匹克委員會相關圖片與影片使用規範限制，僅供日本國內瀏覽，因此NHK另行開設專用SNS帳號，發佈經篩選後的幕後影像作為宣傳使用。而日本以外地區也可於NHK世界台同步收看。
2020年5月，NHK WORLD-JAPAN將內容重新剪輯為6集49分鐘精華版，命名為《IDATEN The Epic Marathon to Tokyo （页面存档备份，存于）》，搭配英文字幕，於官方網站上免費播出。

## 概述
以金栗四三與田畑政治兩人生平事蹟為主軸，以「落語之神」古今亭志生作總綱，講述日本體育在大環境動盪下，52年間（1912年斯德哥爾摩奧運～1964年東京奧運）的悲歡離合與興革。

## 登場人物

### 主角
- 金栗四三

演出：道上健（幼年）→ 久野倫太郎（童年）→ 船元大馳朗（少年）→ 中村勘九郎
首位參加奧運的日本男兒，畢生奉獻與馬拉松，以開辦「箱根驛傳」、培育後繼者的功績，被譽為「馬拉松之父」。
- 田畑政治

演出：山時聰真（少年）→ 原勇彌（青年） → 阿部貞夫
朝日新聞社記者，東京奧林匹克大會組織委員會事務總長，日本游泳聯盟會長，第十任日本奧林匹克委員會會長。一路披荊斬棘，成功為日本爭取奧運主辦權。

### 金栗家
- 金栗須磨（スマ）

演出：大方斐紗子
四三的祖母，自豪孫子的活躍。
- 金栗信彥

演出：田口智朗
四三的父親，胃病纏身，常常臥床不起。為祈求四三康健，特攜他往嘉納任校，盼其加護。
- 金栗志惠（シエ）

演出：宮崎美子
四三的母親，剛強蘊蓄，操持家務井井有條，下地耕作亦無怨尤。
- 金栗實次

演出：中澤準（少年）→ 中村獅童
四三之長兄，家中砥柱，對弟弟期望深切，律其甚嚴。
- 金栗清芽（キヨメ）

演：川面千晶
實次之妻。
- 金栗又作

演出：白石拳大
四三之次兄。
- 金栗松雄

演出：伍藤奏（幼年）→ 深田真弘（少年）→ 藤原隆介
四三之三兄。
- 金栗悅（エツ）

演出：芋生悠
四三之大姐。
- 金栗宗代（ソヨ）

演出：池田朱那
四三之二姐。
- 金栗末子

演出：橋本澪（幼年）→ 莉莉花（童年）→ 山口朋華
四三之妹。
- 金栗澤（サワ）／金栗素彌（スヤ）／金栗秋惠（アキエ）／金栗初太郎／金栗省吾

演出：田中乃愛（幼年）→ 野村愛梨（少女）→ 井上望美／苑美／福島星蘭（幼年）→ 森莉那／柴田祐誠（幼年）→ 高橋幸之介（童年）→ 吉田翔／宇野拓
實次之子女。

### 田畑家
- 田畑浦（うら）

演出：根岸季衣
政治的母親，以游泳鍛鍊生來孱弱的兒子。
- 田畑吉

演出：內村遙
政治之兄。
- 田畑登志子（としこ）

演出：上野山沙織
吉之妻。
- 田畑順治

演出：松澤匠
政治之弟。
- 酒井菊枝 → 田畑菊枝

演出：麻生久美子
政治之賢內助，朝日新聞社速記員。
- 田畑醇子（あつこ）

演出：吉川愛
政治之次女。縱橫饗宴毫無怯色，酬應外賓為父解勞。

### 三島家
- 三島和歌子

演出：白石加代子
彌彥的母親，薩摩華族。至情至性，氣蓋鬚眉，時人謂之「女西鄉」。
- 三島彌太郎（日语：三島弥太郎）

演出：小澤征悅
彌彥的兄長，第八任日本銀行總裁。對熱衷競技的弟弟束手無策。
- 三島彌彥

演出：生田斗真
四三的戰友，體能秀異，與四三共赴奧運盛事，惜鎩羽而歸。

### 池部家
- 池部幾江

演出：大竹忍
四三的養母。接掌亡夫龐大的田產，為四三提供奧運的資金。
- 池部重行

演出：髙橋洋
幾江的兒子，壽彌的前夫，身體羸弱，壯年早殤。
- 春野壽彌 → 池部壽彌（スヤ）

演出：原島凛凛（少女）→ 綾瀨遙
四三的妻子，生於醫家。性情溫煦，如春陽般暖慰丈夫焦惱的心。
- 池部正明／池部政子／池部文子／池部澄子（すみこ）／池部良子（よしこ）

演出：矢作龍琉（幼年）→ 久野倫太郎（童年）→ 青山和也／田河也實（童年）→ 若柳琴子／尾崎丹子（童年）→ 隅乃倉啟美／林凛果／林里香
四三之子女。

### 體育界
- 嘉納治五郎

演出：役所廣司
四三的恩師，講道館柔道創始人，東京高等師範學校校長，首任大日本體育協會會長，首位東亞出身的IOC委員，被尊為「日本體育之父」。
- 大森兵藏（日语：大森兵蔵）

演出：竹野內豐
YMCA體育教授，斯德哥爾摩奧運選手團的監督。將籃球和排球概念導進母國的第一人。
- 岸清一

演出：岩松了
繼嘉納之後的體協會長，重整為奧運捉襟見肘的財政。
- 武田千代三郎（日语：武田千代三郎）

演出：永島敏行
體協副會長，內務省官僚出身，「箱根驛傳」的命名者。相較嘉納的不切實際，更著眼紓困而殫精竭慮。
- 野口源三郎（日语：野口源三郎）

演出：永山絢斗
四三的後輩，安特衛普奧運的主將，引退後任體協理事，致力提倡運動風氣。
- 平沼亮三（日语：平沼亮三）

演出：大谷亮介
體協副會長。
- 岩田幸彰（日语：岩田幸彰）

演出：松坂桃李
政治的秘書，日本奧運委員會常委。聰敏明辯，風流倜儻。
- 押川春浪（日语：押川春浪）

演出：武井壯
冒險小說家。醉心棒球，從而創設業餘社交團體——天狗俱樂部。
- 中澤臨川（日语：中沢臨川）

演出：近藤公園
「天狗俱樂部」的成員，工學博士及鐵道技師，以職務之便，建造日本第一個田徑運動場。
- 吉岡信敬（日语：吉岡信敬）

演出：滿島真之介
「天狗俱樂部」的成員，早稻田大學應援團初代團長。
- 德三寶（日语：徳三宝）

演出：阿見靖士
柔道家，嘉納的弟子。
- 人見絹枝

演出：菅原小春
日本第一位參加奧運、更榮獲銀牌的女性選手。
- 澀谷壽光

演出：宮森右京
東京高師畢業生，第一回驛傳賽後勤。
- 茂木善作（日语：茂木善作）

演出：久保勝史
東京高師學生，第一回驛傳賽選手。
- 大浦留市（日语：大浦留市）

演出：高橋龍駒
東京高師學生，第一回驛傳賽選手。
- 山下馬之助

演出：三永武明
東京高師學生，第一回驛傳賽選手。
- 松元兼道

演出：三宅彗太
東京高師學生，第一回驛傳賽選手。
- 澤田英一

演出：矢崎廣
明治大學學生，第一回驛傳賽選手。
- 西岡實一

演出：
明治大學學生，第一回驛傳賽選手。
- 下村廣次

演出：鈴田修也
明治大學學生，第一回驛傳賽選手。
- 三浦彌平（日语：三浦弥平）

演出：福山康平
早稻田大學學生，第一回驛傳賽選手。
- 內田作

演出：鴇崎真琴
早稻田大學學生，第一回驛傳賽選手。
- 寺內

演出：萩原拓也
慶應義塾學生，第一回驛傳賽選手。
- 辰野保（日语：辰野保）

演出：安樂將士
安特衛普奧運選手團的監督。
- 山本忠興

演出：田中美央
電機學家，田徑總監督。
- 八島健三（日语：八島健三）

演出：國友久志
小樽中學學生，安特衛普奧運田徑選手。
- 蓮見三郎（日语：蓮見三郎）

演出：齋藤廣大
日本齒科學生，安特衛普奧運田徑選手。
- 佐野幸之助（日语：佐野幸之助）

演出：永田隆馬
松江青年學生，安特衛普奧運田徑選手。
- 織田幹雄

演出：松川尚瑠輝
男子田徑選手，阿姆斯特丹奧運三級跳遠金牌。
- 南部忠平

演出：池田倫太朗
男子田徑選手，洛杉磯奧運三級跳遠金牌。
- 大島鎌吉

演出：平原鐵
洛杉磯奧運三級跳遠銅牌，東奧選手強化對策本部長。以自身經驗習得的理論，擔當增強後輩的基石。
- 小松勝

演出：仲野太賀
仰慕四三的馬拉松選手，念念不忘摘金夢，但戰況的膠著，不僅使他積年的拼搏化為烏有，也毀了一對眷侶。
- 孫基禎

演出：豬瀨祐輔
日治朝鮮馬拉松選手，柏林奧運金牌，壓抑著家國淪喪的淒楚，含悲戴上桂冠。
- 南昇龍

演出：布江剛士
日治朝鮮馬拉松選手，柏林奧運銅牌。
- 內田正練

演出：葵揚
北海道大學學生，安特衛普奧運游泳選手，賽前信誓旦旦，要以古泳法決雌雄，然終不敵自由泳。
- 齋藤兼吉（日语：齋藤兼吉）

演出：菅原健
東京高師學生，安特衛普奧運游泳選手。
- 高石勝男

演出：齋藤工
男子游泳選手，阿姆斯特丹奧運銀牌，風靡萬千女子的熠熠紅星。
- 鶴田義行

演出：大東駿介
男子游泳選手，兩屆奧運金牌。
- 大橫田勉

演出：林遣都
男子游泳選手，洛杉磯奧運自由銅牌。
- 河石達吾

演出：里中將道
男子游泳選手，洛杉磯奧運自由泳銀牌。
- 宮崎康二

演出：西山潤
男子游泳選手，洛杉磯奧運自由泳金牌。
- 橫山隆志

演出：永沼伊久也
男子游泳選手，洛杉磯奧運自由泳接力金牌。
- 小池禮三

演出：前田旺志郎
男子游泳選手，洛杉磯奧運蛙泳銀牌。
- 清川正二

演出：內田裕大
男子游泳選手，洛杉磯奧運仰泳金牌。
- 入江稔夫

演出：大藪雄汰
男子游泳選手，洛杉磯奧運仰泳金牌。
- 高橋善次郎（日语：高橋善次郎）

演出：金森啓斗
早稻田大學學生，洛杉磯奧運自由選手。
- 中川重雄（日语：中川重雄）

演出：菅原優
洛杉磯奧運蛙泳選手。
- 古橋廣之進（日语：古橋廣之進）

演出：北島康介
男子游泳選手，締造了自由泳世界記錄，彌補無法出征倫敦奧運的屈辱，掙回戰敗國的榮光。
- 橋爪四郎

演出：細川大輔
男子游泳選手，赫爾辛基奧運自由泳銀牌。
- 前畑秀子

演出：上白石萌歌
首位於奧運奪金的女子游泳選手。
- 小島一枝（日语：小島一枝）

演出：佐佐木亞里莎
椙山高女學生，洛杉磯奧運自由選手。
- 松澤初穗（日语：松澤初穂）

演出：木龍麻生
女子體専學生，洛杉磯奧運自由選手。
- 荒田雪江（日语：荒田雪江）

演出：西野凪沙
京都二條高女學生，洛杉磯奧運自由選手。
- 橫田操（日语：横田みさを）

演出：齋藤希實子
同志社高女學生，洛杉磯奧運仰泳選手。
- 守岡初子（日语：守岡初子）

演出：水越朝弓
洛杉磯奧運自由選手。
- 松澤一鶴（日语：松沢一鶴）

演出：皆川猿時
奧運游泳隊監督，日本游泳聯盟草創者之一。
- 野田一雄（日语：野田一雄）

演出：三浦貴大
奧運游泳隊教練，政治的同鄉後輩。
- 白山廣子

演出：結城早苗
洛杉磯奧運游泳隊監護。
- 大松博文

演出：德井義實
率女排「日紡貝塚」所向披靡，以酷烈訓練著稱的教練。
- 河西昌枝

演出：安藤櫻
女排「東洋魔女」主將，東京奧運金牌。
- 宮本惠美子／谷田絹子／半田百合子／松村好子／磯邊佐多（日语：磯辺サタ）／鈴木惠美子

演出：泉川實穗／堺小春／松永渚／／北向珠夕／渡邊悠子
東洋魔女一員。
- 圆谷幸吉

演出：菅原健（二役）
男子田徑選手，東京奧運馬拉松銅牌。
- 坂井義則

演出：井之脇海
男子田徑選手，降生廣島原爆之日，以此為契機，在敗選時受託為火炬手，寓意日本掃去烽燹、邁向安寧的歷程。
- 宮城勇

演出：田島光
沖繩代表火炬手。
- 鈴木久美江（日语：鈴木久美江）

演出：清田美久莉
女子跳高選手，東奧火炬手。

### 教育界
- 永井道明（日语：永井道明）

演出：杉本哲太
東京高師教授，將歐洲體操傳揚至日本的先鋒。秉性頑固、滿懷熱血、教學嚴格，是四三宿舍的舍監。
- 可兒德（日语：可児徳）

演出：古館寬治
東京高師副教授，「徒步部」部長。治事勤懇，為籌措奧運而奔走。
- 福田源藏

演出：嶺豪一
東京高師教師。
- 田島錦治（日语：田島錦治）

演出：柳原晴郎
京都帝國大學經濟學教授。
- 二階堂德代（日语：二階堂トクヨ）

演出：寺島忍
東京女子高等師範學校助教授，普及女性體育的先拓者。銳意於舞蹈體操，不惜與永井絕了師生之誼，進而創設二階堂體操塾。
- 增野島（シマ）

演出：杉咲花
第二高等女校教師，出身三島家的女傭，嚮往四三等矯健的身影，矢志成為女性運動的先驅，然志未酬而罹難於關東大地震。
- 蓄髭青年

演出：練弘晃
即尚蟄伏於五高的「夏目漱石」，與幼時的四三有一面之緣。
- 平田

演出：前原滉
東京高師學生，「徒步部」部員，畢業後執教熊本縣中學。
- 橋本三郎

演出：高橋周平
東京高師學生，「徒步部」部員。同四三參與國內奧運預選，畢業後執教長野縣中學。

### 政軍界
- 大隈重信

演出：平泉成
政界顯要，早稻田大學創辦人，開球儀式的濫觴。
- 伊藤博文

演出：濱野謙太
初代内閣總理大臣，遇刺身亡於哈爾濱。
- 高橋是清

演出：萩原健一
大藏大臣、立憲政友會總裁，第20代內閣總理大臣。冷靜卓絕的財政家，遇害於二二六事件。
- 犬養毅

演出：塩見三省
第29代內閣總理大臣，九一八事變後，謀與中國調停，卻遭激進軍官刺殺。
- 近衛文麿

演出：
第34代內閣總理大臣，侵華戰爭核心人物。
- 池田勇人

演出：立川談春
第60代內閣總理大臣，透過施行「國民所得倍增計劃」，讓戰後凋敝的民生經濟，迅速回甦。
- 乃木希典

演出：
以日俄戰爭馳名的陸軍大將，三島家的座上賓。
- 三浦梧樓

演出：小林勝也
樞密院顧問官。
- 木戶幸一

演出：松永英晃
厚生大臣，以戰情緊迫，宣布東奧胎死腹中。
- 梅津美治郎

演出：千葉哲也
陸軍次官，關東軍總司令、參謀總長。
- 加納久宜（日语：加納久宜）

演出：辻萬長
日本體育會會長，汲汲於勝負，而駁詰嘉納的預圖。
- 小笠原大臣

演出：春海四方
文部大臣，與加納沆瀣一氣，斷然拒絕補助津貼。
- 永田秀次郎（日语：永田秀次郎）

演出：尾形一成
第14任東京市長，任內發生關東大地震，其後為平復災情而勞瘁。
- 牛塚虎太郎（日语：牛塚虎太郎）

演出：喜太郎
第15任東京市長，甫上任便捲入申奧漩渦。
- 東龍太郎

演出：松重豐
東京都知事，運動醫學權威，第六任體協會長、IOC委員，政治的助拳人。積極整飭設施交通，以迎奧運，人稱「奧林匹克市長」。
- 清水照男

演出：小村裕次郎
市長秘書。
- 内田定槌（日语：内田定槌）

演出：井上肇
日本駐瑞典的公使。
- 北原秀雄

演出：岩井秀人
外務省官僚。IOC講演的本來人選，但以運動損傷之故，由和重代為出席。
- 河野一郎

演出：大下浩人（少年）→ 桐谷健太
早稻田大學出身，第一回驛傳賽選手，第二任奧林匹克大臣。日本田徑聯盟理事，政治的同僚。戰前審時度勢，反對舉辦東京奧運，戰後任農林兼振興體育大臣。
- 杉村陽太郎（日语：杉村陽太郎）

演出：加藤雅也
駐義大利大使、前國際聯盟事務局次長，IOC委員。
- 副島道正（日语：副島道正）

演出：塚本晉也
IOC委員、前貴族院議員，1940年東京申奧骨幹。目睹軍國之焰趁勢猖熾，恐奧運為虎作倀，故提案交還主辦權。
- 川島正次郎

演出：淺野忠信
自民黨幹事長，首任奧林匹克大臣。與政治相牴牾而暗弄權術，令政治成眾矢之的。
- 福永健司／柳田秀一（日语：柳田秀一）／阪上安太郎（日语：阪上安太郎）／大柴滋夫（日语：大柴滋夫）

演出：大河內浩／奧田達士／藤田秀世／吉增裕士
自民黨眾議院議員。
- 津島壽一（日语：津島壽一）

演出：井上順
前大藏大臣、第七任體協會長，東奧組委會初任會長，因政治失言授人以柄，與其身陷羅織醜聞，不得已掛印而去。
- 与謝野秀（日语：与謝野秀）

演出：中丸新將
駐西班牙大使，東奧組委會第二任事務總長。
- 三上卓

演出：小久保壽人
海軍中尉，「五一五事件」罪魁。
- 黑岩勇

演出：福田周平
海軍預備少尉，「五一五事件」兇犯。
- 後藤映範／石關榮

演出：東景一朗／若林佑太
陸軍士官學校本科生，「五一五事件」兇犯。
- 中橋基明（日语：中橋基明）

演出：澀谷謙人
陸軍中尉，「二二六事件」惡逆。
- 松下治英

演出：駿河太郎
航空自衛隊「藍色衝擊波飛行表演隊」編隊長。在東奧開幕式上，展露精湛地控馭技巧。
- 藤繩忠／西村克重／淡野徹

演出：井上拓哉／石田法嗣／關口安南
表演隊隊員。

### 報媒界
- 平澤和重（日语：平沢和重）

演出：星野源
外交評論家兼記者，NHK解說委員。以嘉納的送終人之名，在慕尼黑IOC總會上侃侃而述，贏得諸委青睞。
- 本庄

演出：山本美月
容貌姣好的女記者，鍥而不捨地追蹤體育界的發展。
- 村山龍平（日语：村山龍平）

演出：山路和弘
朝日新聞社長。
- 緒方竹虎

演出：莉莉・弗蘭奇
朝日新聞副社長，身兼主筆針砭時事，而後投身政界。
- 尾高

演出：大河原次郎
朝日新聞體育部記者，見證多位選手斬獲佳績。
- 細田

演出：政修二郎
朝日新聞政治部記者。
- 土岐善麿

演出：山中聰
讀賣新聞社會部長。
- 大村幹

演出：竹森千人
讀賣新聞記者。
- 寺田

演出：本間剛
報知新聞社記者。
- 河西三省（日语：河西三省）

演出：松本敦
NHK體育主播，賽時直為秀子吶喊助威，由是蔚為狂潮。
- 松內則三（日语：松内則三）

演出：野添征爾
NHK體育主播。
- 山本照（日语：山本照）

演出：和田正人
NHK體育主播。
- 森繁久彌（日语：森繁久彌）

演出：渡邊大知
NHK遣派滿洲的播報員，志生勞軍時與之相識。
- 北出清五郎（日语：北出清五郎）

演出：政岡泰志
NHK體育主播。

### 藝文界
- 橘家圓喬（日语：橘家圓喬 (4代目)）

演出：松尾鈴木
名聞遐邇的落語家。慧眼獨具，挖掘孝藏潛存的天賦，是他平生最敬重的師父。
- 三遊亭小圓朝（日语：三遊亭小圓朝#2代目）

演出：八十田勇一
落語家，孝藏第二位師父。
- 金原亭馬生（日语：古今亭志ん生 (4代目)）

演出：古今亭菊之丞
落語家，孝藏第三位師父。
- 柳家三語樓（日语：柳家三語楼#初代）

演出：廣川三憲
落語家，孝藏第四位師父。
- 三遊亭圓生（日语：三遊亭圓生 (6代目)）

演出：中村七之助
與志生齊名的落語家。藝風端凝、記憶超群，流傳的演目為藝壇之最。
- 美濃部孝藏 → 三遊亭朝太（日语：三遊亭朝太） → 金原亭馬金 → 柳家東三樓 → 柳家甚語樓 → 古今亭志馬 → 金原亭馬生 → 古今亭志生（日语：古今亭志ん生 (5代目)）

演出：荒井雄斗（幼年）→ 森山未來（青年）→ 北野武
本劇的引言人兼旁白。少時酗酒嗜賭，不務生產，被視為「惡童」，但在學習落語後，就從流氓之徒搖身一變，漸成一代大師。
- 清水凜 → 美濃部凜（りん）

演出：夏帆（青年）→ 池波志乃
志生的妻子，願與丈夫同甘共苦，堅信其必能脫穎而出。
- 美濃部美津子

演出：武石櫻華（幼年）→ 森山乃繪琉（童年）→ 飯村未侑（少女）→ 小泉今日子
志生的長女兼經紀人。精明幹練，頗受弟子愛慕。
- 美濃部喜美子

演出：保榮茂愛（幼年）→ 森田想（少女）→ 坂井真紀
志生的次女，三味線奏者。
- 美濃部清 → 金原亭馬生（日语：金原亭馬生 (10代目)）／美濃部強次 → 古今亭志朝（日语：古今亭志ん朝）

演出：花井昴（嬰兒）→ 菅原理丘（幼年）→ 若林時英（少年）→ 森山未來／中田理智（童年）→ 森山未來（三役）
志生的兒子，俱皆克紹箕裘。
- 萬朝

演出：柄本時生
孝藏的師兄弟，雖常横眉冷眼，但背地聲援最力。一度想另闢他途，但仍忘懷不了落語。
- 小松金治 → 五輪（五りん）

演出：晴瑠（幼年）→ 神木隆之介
貫穿全劇脈絡之人。阿島的孫子，小松勝之子。為尋命喪滿洲、緣慳一面的父親，自請拜入志生門下，對古典落語意興闌珊，覺得師父是個古怪且絮聒的人。
- 今松（日语：古今亭圓菊）

演出：荒川良良
志生的弟子，資質駑鈍，大器晚成，是一座的開心果。
- 黑澤明

演出：增子直純
劃時代的影壇巨擘，東奧紀錄電影的原定導演，為政治之冤義憤填膺，在他黯然離職後，亦隨之退辭。
- 市川崑

演出：三谷幸喜
接任黑澤的導演，以藝術手法渲染該電影，在膾炙人口之餘，也引起非議。
- 三波春夫

演出：濱野謙太（二役）
炙手可熱的演歌歌手，一曲「東京五輪音頭」，更是讓他蜚聲鵲起。
- 丹下健三

演出：松田龍平
獨樹一幟的建築師，國立代代木競技場的構建者。
- 龜倉雄策

演出：前野健太
平面設計師，東奧會徽及海報的擬定者。
- 早崎治（日语：早崎治）

演出：細川洋平
攝影家，東奧宣傳照的拍攝者。

### 熊本的人們
- 春野醫生

演出：佐戶井賢太
壽彌的父親，備受鄉里信賴的西醫。
- 美川秀信

演出：勝地涼
四三的中學同窗，與其偕入師範學校，但志不在此而休學，在浪跡全國、返鄉開張咖啡廳後，最終徙居滿洲。
- 五條先生

演：姜尚中
玉名中學的教師。

### 東京的人們
- 大森安仁子（日语：大森安仁子）

演出：夏綠蒂・凱特・福克斯
大森兵藏的美籍妻子，負責教導選手英語及餐桌禮儀。夫死後歸化日本，專心經營兒福設施「有隣園」。
- 黑坂辛作

演出：三宅弘城
足袋工匠，受四三穿著自家商品掄元的啟發，而研製出馬拉松專用的足袋。
- 黑坂町（ちょう）

演出：佐藤真弓
辛作之妻。
- 黑坂勝藏／黑坂滿佐子

演出：阿久津慶人（幼年）→ 波多腰由太（少年）→ 齋藤嘉樹／池田戀
辛作之子女。
- 小梅

演出：橋本愛
淺草遊女。行事精悍，後從良與清公結連理。
- 清公

演出：峯田和伸
淺草的人力車夫，孝藏的故交。腳力奇快，參加了最初的奧運選手選拔，並於此結識四三，而後又將他介紹與孝藏。
- 阿部知惠

演出：川榮李奈
五輪的戀人。
- 增野

演出：柄本佑
阿島的丈夫，百貨業者。識時達變，洞見女性走入社會的趨勢。
- 增野陸 → 小松陸（りく）

演出：財津京佳／喜多村花蓮（幼年）→ 中村優月（童年）→ 杉咲花（二役）
阿島的女兒，小松勝之妻。與夫兩情繾綣，卻因戰爭不得廝守相伴。
- 秋葉祐之

演出：柴田鷹雄
四三的學生。
- 村田富江

演出：黑島結菜
四三的得意學生，田徑場上的佼佼者。頭角崢嶸的背後，是違抗世俗的決心。
- 村田大作

演出：板尾創路
富江的醫師父親。囿於舊觀念，執拗地阻攔女兒的志向，並貿然籲求罷四三教職。
- 佐佐木政清

演出：當來庵
小樽水產學生，同四三角逐預選。
- 井出伊吉

演出：宇野堅太郎
慶應義塾學生，同四三角逐預選。
- 美濃部盛行

演出：土佐和成
孝藏之父，忿恨兒子的頑劣，幾欲除之。
- 美濃部天宇（てう）

演出：山本裕子
孝藏之母。
- 若眾

演出：芹澤興人
淺草遊廓的雜役。
- 德重

演出：榊英雄
暴力分子，糾纏小梅而意圖向孝藏尋釁。
- 瑪麗

演出：藥師丸博子
名流雲集的酒吧老闆娘，通曉占卜術，曾預言政治享壽不永。
- 校長／梶原／溝口／白石

演出：三宅康敏／北香那／松浦涼／百瀨五月
第二高等女校師生。
- 清水龜次郎

演出：遠山俊也
凜的父親。
- 鈴木孝一郎

演出：中村育二
上野鈴本亭第三代席亭。
- 席亭

演出：谷川昭一朗／古今亭菊生
- 大野

演出：久保酎吉
犬養首相的主治醫。
- 東照子

演出：筒井真理子
東知事之妻。
- 東博彥

演出：荒井敦史
東知事之子。
- 平澤洋子

演出：安山夢子
和重之女。
- 村上信夫（日语：村上信夫 (シェフ)）

演出：黑田大輔
東奧選手村料理長。
- 大河原泰子（やすこ）

演出：川島海荷
熟諳法語的志工，以此自薦為剛果選手的翻譯。
- 吹浦忠正（日语：吹浦忠正）

演出：橋本星（少年） → 須藤蓮
早稻田大學學生，以淵博的旗章知識，被組委會聘為專員。
- 水明亭店主

演出：竹山隆範
賓客盈門的蕎麥麵店之主。
- 森西榮一

演出：角田晃廣
計程車司機，聖火傳遞路線勘察員。
- 計程車司機

演出：宮藤官九郎
大河劇編劇參演。於完結篇載志生父女見證奧運開幕。

### 濱松的人們
- 小知

演出：片山萌美
書場女主人。
- 小野田／堀井／鈴木／磯部

演出：大内田悠平／福田航也／山崎將史／
濱名灣游泳協會成員。
- 囚犯頭

演出：槙田雄司

### 其他人物
- 川島武男／浪子／阿慶

演出：内藤正記／野中貫多／深澤敦
劇中劇「不如歸」的登場人物，改編自德富蘆花以三島家為藍本的小說。
- 岡崎

演出：山根愛
岡山高等女校學生。
- 日本料理店店長

演出：大西武志
- 直美

演出：織田梨沙
洛杉磯日僑，小東京的日本料理店員工。長年飽受歧視，不想日本獲勝以招人耳目，在矛盾中親臨觀賽，為祖國之連捷撼動，重拾昂揚的信心。
- 日僑老翁

演出：吉澤健
感染祖國囊括獎牌的喜悅，找回日裔的尊嚴。
- 前畑福太郎／前畑光枝

演出：康水原／中島唱子
秀子之父母。
- 鉙內

演出：平川和宏
冰川丸船長。
- 分隊長

演出：村杉蟬之介
- 義太夫

演出：星野園美
- 河西榮一／河西正代

演出：野添義弘／瀧本優仁
昌枝之父母。
- 大松美智代／大松美文

演出：中込佐知子／阿由葉沙羅紗
大松教練之妻女。
- 火炬手指導者

演出：吹越滿

### 外國
- 奧古斯特・傑哈德（法语：Auguste Gérard）

演出：Didier
法國駐日大使，向嘉納推闡奧運宗旨，冀邀日本共襄盛舉。
- 皮埃爾・德・顧拜旦

演出：Nicola Lumbreras
法國貴族，現代奧林匹克運動會的發起人。
- 亨利・拉圖爾

演出：Jappe Claes
IOC第三任會長。
- 艾弗里・布倫戴奇（英语：Avery Brundage）

演出：Don Johnson（第35回）→ Michael Soutchi（第41回）
IOC第五任會長。
- 布倫戴奇夫人

演出：Dasha Teranishi
- 塞繆爾

演出：Peter Ericson
丹尼爾之父，奧運會攝影師。
- 丹尼爾

演出：Edvin Endre
日本選手團的嚮導。
- 法蘭西斯科・拉薩諾（日语：フランシスコ・ラザロ）

演出：Eduardo Breda
葡萄牙馬拉松選手，賽時因熱中暑而死。
- 保羅・澤林（英语：Paul Zerling）

演出：Max Backholm
瑞典短跑選手。
- 麥克阿瑟

演出：Danny Wynn
美國上將，駐日盟軍總司令。
- 埃德溫・賴肖爾

演出：Steve Willie
美國駐日大使。
- 威廉・加蘭（英语：William May Garland）

演出：Laz
美國IOC委員。
- 羅伯特・基赫斯（英语：Robert J. H. Kiphuth）

演出：Tray
美國游泳監督，與日本泳壇素相親厚。
- 霍蘭

演出：當間羅斯
美國游泳選手，第一屆日美泳賽冠軍。
- 墨索里尼

演出：Dino Spinella
義大利總理，法西斯首腦。
- 阿爾貝托・伯納科薩（義大利語：Alberto Bonacossa）

演出：Francesco Bischone
義大利IOC委員。
- 羅德洛

演出：Pietro
義大利駐奧斯陸公使。
- 王正廷

演出：黃實
中華民國外交官、IOC委員，中華全國體育協進會主席。
- 希特勒

演出：Daniel Schuster
納粹德國元首。
- 瑪莎・格列傑（英语：Martha Genenger）

演出：Marte Omuntu
德國游泳選手，柏林奧運蛙泳銀牌。
- 雅各布

演出：Sandy Kai
日本選手的德語翻譯，猶太遺民，懾於希魔淫威，行納粹禮如驚弓之鳥，為免日後再受蹂躪，在閉幕式隔天自戕。
- 阿比比・比基拉

演出：Derebe
衣索比亞馬拉松選手，東京奧運金牌。
- 蘇卡諾

演出：Lutfi Bakhtiar
印尼總統。杯葛以色列和臺灣參加亞運的權利，引發國際譁然，也點燃政治遭撤的導火索。
- 艾倫

演出：Eduward Manalu
日本選手的印語翻譯。
- 古魯・桑迪（英语：Guru Dutt Sondhi）

演出：Raja Sahani
印度IOC委員。
- 亨利・埃倫德（英语：Henri Elendé）／里昂・永貝（英语：Léon Yombe）

演出：Max／Arion
剛果田徑選手。

## 幕後人員
- 編劇：宮藤官九郎
- 音樂：大友良英
- 片頭音樂演奏：NHK交響樂團
- 片頭音樂指揮：下野龍也（日语：下野竜也）
- 片頭音樂編曲：江藤直子（日语：江藤直子）
- 演奏：大友良英特別大樂隊、芳垣安洋（日语：芳垣安洋）Orquesta Nudge! Nudge!、渡邊貞夫（日语：渡辺貞夫）Quintet
- 說書：北野武
- 旁白：森山未來
- 副音聲解説：宗方脩（日语：宗方脩）、木村悠
- 題字：橫尾忠則
- 字幕背景畫：山口晃（日语：山口晃）
- 字幕背景製作：上田大樹（日语：上田大樹）
- 製作統籌：訓霸圭（日语：訓覇圭）、屋敷陽太郎、清水拓哉
- 製作人：岡本伸三、吉岡和彥、家富未央、大越大士、淺岡利彥、淺沼利信、新江佳子
- 導演：井上剛、西村武五郎、一木正惠、大根仁、松木健祐、桑野智宏（日语：桑野智宏）、林啓史、津田溫子、渡邊直樹、北野隆
- 編成：岡本幸江、北川繪美
- 劇中地圖製作：武藤文昭
- 體育史考證：真田久、大林太朗
- 風俗考證：天野隆子（日语：天野隆子）
- 時代考證：古川隆久（日语：古川隆久）、松重充浩
- 國旗考證：吹浦忠正（日语：吹浦忠正）
- 新聞考證：前田浩次
- 衣裝設計：宮本雅江（日语：宮本まさ江）
- 特殊化妝：松岡象一郎（日语：松岡象一郎）
- VFX監督：尾上克郎（日语：尾上克郎）、石原涉、佐藤敦紀（日语：佐藤敦紀）
- VFX製作人：結城崇史（日语：結城崇史）
- 海外場景協調：Roxana Lee
- 海外調度：Claudia Balboa
- 特殊影像製作：中島賢二、菅原悅史、清水尚樹
- 美術監修：Paul Gustafsson
- 所作指導：橘芳慧（日语：橘芳慧）
- 馬拉松指導：金哲彦（日语：金哲彦）
- 落語指導：古今亭菊之丞（日语：古今亭菊之丞）
- 寄席指導：橘右樂
- 藝能指導：友吉鶴心
- 田徑指導：大山下圭悟
- 舞蹈指導：近藤良平（日语：近藤良平）、木下菜津子、村山茂代
- 舞指導：花柳糸之（日语：花柳糸之）
- 馬術指導：田中光法
- 網球指導：坂井利彰（日语：坂井利彰）
- 英語指導：塩屋孔章、Nathan Berry
- 法語指導：杉浦愛力
- 德語指導：
- 義大利語指導：石川若枝
- 西班牙語指導：阿由葉惠利子
- 印地語指導：Sumita Bhattacharjee
- 印尼語指導：Tini Kodrat
- 明治用語指導：
- 熊本方言指導：志水正義（日语：志水正義）、宗真樹子、境浩一朗（日语：境浩一朗）
- 薩摩方言指導：早水真理
- 名古屋方言指導：橋本信明
- 和歌山方言指導：楠見薰（日语：楠見薫）
- 濱松方言指導：小杉幸彦（日语：小杉幸彦）
- 岡山方言指導：辻千春
- 關西方言指導：山藤貴子
- 沖繩方言指導：
- 柔道指導：鮫島元成（日语：鮫島元成）
- 書道指導：金敷駸房
- 茶道・華道指導：
- 兵式體操指導：木下秀明
- 丹麥体操指導：工藤亘
- 五月柱舞指導：村山茂代
- 日本泳法指導：山根一壽、土屋守史
- 游泳指導：早坂勝也
- 競泳指導：細川大輔（日语：細川大輔）、青田梨奈、葺本康隆、布施谷唯
- 棒球指導：二宮功
- 排球指導：齋藤真由美（日语：斎藤真由美）
- 動作指導：舟山弘一、辻井啓伺（日语：辻井啓伺）、松本真治、江澤大樹
- 車夫指導：梶原浩介
- 道路工事指導：石川一彥
- 凸版印刷指導：堀口吉三郎
- 測量指導：山下正一
- 電信指導：中村治彥、有澤豐志
- 助產指導：
- 醫療指導：保坂義雄、高取吉雄、濱田尚行
- 農業指導：嘉永大憲
- 秸稈手工指導：中島安啓
- 足袋指導：山中薰
- 理容指導：本田浩一
- 攝像指導：田村政實
- 禮儀指導：西出博子（日语：西出博子）
- 鋼琴指導：
- 侍酒指導：井口法之
- 繪畫指導：佐藤央育
- 裁縫指導：小林操子
- 麻將指導：馬場裕一（日语：馬場裕一）
- 占卜指導：森信彰雄
- 廣播指導：栗田晴行（日语：栗田晴行）
- 速記指導：藤樹祥子
- 民謠指導：藤下幸伸
- 按摩指導：廣橋憲子
- 軍裝指導：山下英一郎（日语：山下英一郎）
- 軍事、警察指導：越康廣
- 葬禮指導：富樫孝
- 料理指導：神戶良子
- 攝影指導：神山隆彥
- 攝影機器指導：小金澤輝明
- 歌唱指導：渡邊大地（日语：渡辺大地）
- 賽艇指導：大隅多一郎

## 紀行
- 旁白：池田伸子
- 插畫：先斗ポン太

## 片頭奧運片段
本次大河劇為迎接隔年舉辦的奧運會，於片頭播放奧運的官方片段
- 第1～13集：1964年東京奧運
- 第10～13集：1912年斯德哥爾摩奧運
- 第14～17集：歷屆奧運失誤片段
- 第18～24集：女性奧運選手錦集
- 第25～28集：游泳競賽錦集
- 第29～31集：1932年洛杉磯奧運
- 第32～34集：歷屆奧運錦集片段（1932年洛杉磯、1936年柏林、1952年赫爾辛基、1972年慕尼黑、1980年莫斯科、1984年洛杉磯）
- 第35～36集：1936年柏林奧運
- 第37～39集：1940年東京奧運（二戰取消）-->1964年東京奧運
- 第40～46集：歷屆奧運錦集片段
- 第43～44集：1964年東京奧運場館建設（國立霞丘陸上競技場、國立代代木競技場、日本武道館、奧運選手村）

## 播出日程及收視率
- 中村勘九郎主演--第1～24集
  - 第1～13集：金栗四三前篇（1911年奧運選拔會～1912年奧運）
  - 第14～24集：金栗四三後篇（1912年明治天皇崩御～1923年關東大地震）
- 阿部貞夫主演--第25～47集
  - 第25～39集：田畑政治前篇（1924年巴黎奧運～1947年終戰兩年後）
  - 第40～47集：田畑政治後篇（1945年終戰～1959年申奧成功～1964年東京奧運～1967年金栗重返瑞典）
- 紅色字標示的為劇集播放至今關東及關西地區收視率最高值，藍色字標示的為最低值。

| 集數                                                         | 播放日期       | 標題                    | 導演            | 紀行 | 人物訪問                                                                               | 收視率 |
| ------------------------------------------------------------ | -------------- | ----------------------- | --------------- | --- | -------------------------------------------------------------------------------------- | ------ |
| 1                                                            | 2019年1月6日   | 黎明之前 （夜明け前）           | 井上剛          | 嘉納治五郎 講道館（東京都文京區） 永昌寺（東京都台東區）                                                                       | 井上康生 （2000年雪梨奧運柔道金牌）                                                    | 15.5%  |
| 2                                                            | 2019年1月13日  | 少爺 （坊っちゃん）               | 井上剛          | 金栗四三的生家（熊本縣玉名郡）                                                                                                 | 川內優輝 （2018年波士頓馬拉松冠軍）                                                    | 12.0%  |
| 3                                                            | 2019年1月20日  | 冒險世界 （冒険世界）           | 西村武五郎      | 吉澤棒球博物館（千葉縣船橋市）                                                                                                 | 無                                                                                     | 13.2%  |
| 4                                                            | 2019年1月27日  | 尿尿小童 （小便小僧）           | 一木正惠        | 脫脂跑法（脂抜き走法） | 原晉 （青山學院大學田徑部總教練）                                                      | 11.6%  |
| 5                                                            | 2019年2月3日   | 不怕風不怕雨 （雨ニモマケズ）       | 井上剛          | 羽田競技場（東京都大田區） | 築地貴久 （大田區鄉土博物館學藝員）                                                    | 10.2%  |
| 6                                                            | 2019年2月10日  | 江戶日本橋 （お江戸日本橋）         | 西村武五郎      | 日本橋（東京都中央區） | 中村胤夫 （名橋「日本橋」保存會會長）                                                  | 9.9%   |
| 7                                                            | 2019年2月17日  | 天生冤家 （おかしな二人）           | 一木正惠        | 本地支援（岡山縣倉敷市） | 高橋大輔 （2010年溫哥華奧運花式滑冰銅牌）                                              | 9.5%   |
| 8                                                            | 2019年2月24日  | 敵方數萬 （敵は幾万）           | 井上剛          | 舊新橋火車站（東京都港區） | 馬場菜生 （舊新橋火車站鐵道歷史展示室學藝員）                                          | 9.3%   |
| 9                                                            | 2019年3月3日   | 再會了西伯利亞鐵路 （さらばシベリア鉄道） | 大根仁          | 大森兵藏夫妻 | 無                                                                                     | 9.7%   |
| 10                                                           | 2019年3月10日  | 仲夏夜之夢 （真夏の夜の夢）         | 西村武五郎      | 斯德哥爾摩 | 斯德哥爾摩民眾                                                                         | 8.7%   |
| 11                                                           | 2019年3月17日  | 百年孤寂 （百年の孤独）           | 西村武五郎      | 一百年後的韋馱天 | 朝原宣治 （2008年北京奧運4×100公尺接力賽銀牌）                                         | 8.7%   |
| 12                                                           | 2019年3月24日  | 陽光普照 （太陽がいっぱい）           | 一木正惠        | 馬拉松路線 | Lars （瑞典歷史學家）                                                                  | 9.3%   |
| 13                                                           | 2019年3月31日  | 復活 （復活）               | 井上剛          | 法蘭西斯科・拉薩諾（Francisco Lázaro） | Rolinda Leitao Carlos Dzuyodao （拉薩諾遠戚）                                          | 8.5%   |
| 14                                                           | 2019年4月14日  | 新世界 （新世界）             | 井上剛 大根仁   | 日本體育教育 | 真田久 （筑波大學體育學系教授）                                                        | 9.6%   |
| 15                                                           | 2019年4月21日  | 啊呀結婚 （あゝ結婚）           | 一木正惠        | 金栗-池部家（熊本縣玉名市） | 酒井浩一 德永慎二 星子靜雄 一之瀨憲司 （金栗四三的孫子及鄰居們）                       | 8.7%   |
| 16                                                           | 2019年4月28日  | 柏林圍牆 （ベルリンの壁）           | 大根仁          | 失卻的目標 （1916年第一次世界大戰 1979年蘇聯進攻阿富汗）                                                                       | 高田裕司 (摔跤選手) （日本角力代表隊教練）                                             | 7.1%   |
| 17                                                           | 2019年5月5日   | 總是兩個人 （いつも2人で）         | 一木正惠        | 東海道五十三次驛傳（京都府三条大橋）                                                                                           | 無                                                                                     | 7.7%   |
| 18                                                           | 2019年5月12日  | 愛之夢 （愛の夢）             | 松木健祐        | 黑坂辛作與播磨屋鞋（ハリヤマシューズ） | 谷口浩美 （1991年世界田徑錦標賽金牌） 與田誠一 （黑坂辛作之孫）                        | 8.7%   |
| 19                                                           | 2019年5月19日  | 箱根驛傳 （箱根駅伝）           | 大根仁          | 箱根驛傳 | 今井正人 （順天堂大學代表運動員）                                                      | 8.7%   |
| 20                                                           | 2019年5月26日  | 愛的單程票 （恋の片道切符）         | 大根仁          | 日本首位奧運獎牌得主 熊谷一彌                                                                                                  | 金田昭彥 （原關東網球協會常務理事）                                                    | 8.6%   |
| 21                                                           | 2019年6月2日   | 櫻之園 （櫻の園）             | 西村武五郎      | 女性運動 | 澤穗希 （退役女子足球選手）                                                            | 8.5%   |
| 22                                                           | 2019年6月9日   | 維納斯的誕生 （ヴィーナスの誕生）       | 林啓史          | 二階堂德代 日本女子體育大學（東京都世田谷區）                                                                                  | 笹本重子 （日本女子體育大學特任教授） 舟橋明里 （日本女子體育大學四年級生）            | 6.7%   |
| 23                                                           | 2019年6月16日  | 大地 （大地）               | 井上剛          | 凌雲閣（東京都台東區） | 西村政幸 （作家）                                                                      | 6.9%   |
| 24                                                           | 2019年6月23日  | 播種者 （種まく人）             | 一木正惠        | 東京都慰靈堂（東京都墨田區） 東京都復興紀念館（東京都墨田區）                                                                  | 森田祐介 （東京都復興紀念館學藝員）                                                    | 7.8%   |
| 25                                                           | 2019年6月30日  | 時代迭變 （時代は変る）           | 井上剛          | 田畑政治與游泳 濱名湖弁天島（靜岡縣濱松市）                                                                                    | 梶浦志滿 （田畑政治家的鄰居） 松田丈志 （2008年北京奧運蝶泳銅牌）                      | 8.6%   |
| 26                                                           | 2019年7月7日   | 不見明日的暴走 （明日なき暴走）     | 大根仁          | 日本首位女子奧運獎牌得主 人見絹枝 人見絹枝的生家（岡山縣岡山市） 縣立岡山操山高校（岡山縣岡山市）                              | 人見茂男 （人見絹枝的甥孫） 有森裕子 （1992年巴塞隆納奧運馬拉松銀牌）                  | 7.9%   |
| 27                                                           | 2019年7月14日  | 接班人 （替り目）             | 大根仁          | 日本泳法 | 土屋守史 （日本游泳聯盟委員）                                                          | 7.6％  |
| 28                                                           | 2019年7月28日  | 奔走在大地 （走れ大地を）         | 桑野智宏        | 第二十九代首相 犬養毅 舊犬養家別墅 白林莊（長野縣茅野市） 青山靈園（東京都港區）                                               | 桑原秀滿 （白林莊管理員）                                                              | 7.8％  |
| 29                                                           | 2019年8月4日   | 加州之夢 （夢のカリフォルニア）           | 西村武五郎      | 小東京（美國加利福尼亞州洛杉磯市） 1932年洛杉磯奧運選手村（美國加利福尼亞州棕櫚泉）                                            | Brian Kitowa （小東京和菓子店第三代） Nicole （選手村飯店工作人員）                    | 7.8％  |
| 30                                                           | 2019年8月11日  | 淘金熱時代 （黄金狂時代）         | 津田溫子        | 洛杉磯游泳體育館（美國加利福尼亞州洛杉磯市）                                                                                   | Murase Takashi （美籍日僑第二代） 北島康介 （2004年雅典奧運、2008年北京奧運蛙泳金牌）  | 5.9％  |
| 31                                                           | 2019年8月18日  | 世界之巔 （トップ・オブ・ザ・ワールド）           | 西村武五郎      | 洛杉磯紀念體育競技場（美國加利福尼亞州洛杉磯市）                                                                               | Tanabe Nagiko （美籍日僑第二代） Tanabe Joy （美籍日僑第三代）                         | 7.2％  |
| 32                                                           | 2019年8月25日  | 獨裁者 （独裁者）             | 大根仁          | 岸清一 JAPAN SPORT OLYMPIC SQUARE（東京都新宿區）                                                                              | 岸健二 （岸清一之孫）                                                                  | 5.0％  |
| 33                                                           | 2019年9月1日   | 無仁義之戰 （仁義なき戦い）         | 桑野智宏        | 杉村陽太郎、副島道正 日本申奧史                                                                                                | 小谷實可子 （1988年漢城奧運女子花樣游泳銅牌 1998年長野申奧大使）                       | 6.6％  |
| 34                                                           | 2019年9月8日   | 226 （226）                | 一木正惠        | 拉圖爾訪日與接待活動 橫濱港（神奈川縣橫濱市）                                                                                  | 中村哲夫 （皇學館大學體育史學家）                                                      | 9.0％  |
| 35                                                           | 2019年9月15日  | 民族慶典 （民族の祭典）           | 井上剛          | 奧林匹克紀錄電影（1936年柏林奧運《奧林匹亞》 1972年慕尼黑奧運《留住你最美的時刻、慕尼黑的17天》 1992年巴塞隆納奧運《馬拉松》） | Adrien Wood （IOC顧問）                                                                | 6.9％  |
| 36                                                           | 2019年9月22日  | 前畑奮游 （前畑がんばれ）           | 井上剛 大根仁   | 前畑秀子 | 岩崎恭子 （1992年巴塞隆納奧運蛙泳金牌）                                                | 7.0％  |
| 37                                                           | 2019年9月29日  | 最後的晚餐 （最後の晩餐）         | 井上剛          | 嘉納治五郎之墓（千葉縣松戶市）                                                                                                 | 本橋端奈子 （講道館圖書資料部職員） 山下泰裕 （1984年洛杉磯奧運柔道金牌、現任JOC會長） | 5.7％  |
| 38                                                           | 2019年10月6日  | 漫長的告別 （長いお別れ）         | 西村武五郎      | 舊國立競技場（東京都新宿區） 明治神宮外苑競技場（東京都港區）                                                                  | 曾根幹子 （廣島市立大學運動史名譽教授）                                                | 6.2％  |
| 39                                                           | 2019年10月13日 | 懷念的滿州 （懐かしの満州）         | 大根仁 渡邊直樹 | 古今亭志生 新宿末廣亭（東京都新宿區）                                                                                          | 林美也子 （末廣亭創業者之孫女）                                                        | 3.7％  |
| 40                                                           | 2019年10月27日 | 回到未來 （バック・トゥ・ザ・フューチャー）           | 井上剛          | 平澤和重 | 磯村尚德 （原NHK新聞播報員）                                                           | 7.0％  |
| 41                                                           | 2019年11月3日  | 跟我來！ （おれについてこい！）           | 一木正惠        | 岩田幸彰 | 河野博文 （日本帆船聯盟會長）                                                          | 6.6％  |
| 42                                                           | 2019年11月10日 | 東京流浪漢 （東京流れ者）         | 北野隆          | 龜倉雄策與象形符號 | 原田維夫 （版畫家）                                                                    | 6.3％  |
| 43                                                           | 2019年11月17日 | 救命！ （ヘルプ！）             | 津田溫子        | 東龍太郎 | 東博彥 (東龍太郎之三子) 東乙比古 (東龍太郎之孫)                                        | 6.1％  |
| 44                                                           | 2019年11月24日 | 我們的失敗 （ぼくたちの失敗）         | 大根仁          | 田畑政治貶謫始末 | 田畑和宏 （田畑政治之子）                                                              | 6.1％  |
| 45                                                           | 2019年12月1日  | 火之鳥 （火の鳥）             | 一木正惠        | 東洋魔女 | 谷田絹子 （東洋魔女成員、1964年東京奧運女排金牌）                                      | 6.1％  |
| 46                                                           | 2019年12月8日  | 火炎跑者 （炎のランナー）           | 西村武五郎      | 聖火與沖繩 聖火宿泊碑（沖繩縣名護市）                                                                                          | 宮城勇 （沖繩代表火炬手） 仲村悅二 （聖火迎迓鼓笛隊一員）                              | 6.9%   |
| 47                                                           | 2019年12月15日 | 時間啊停止吧 （時間よ止まれ）       | 井上剛          | 近代奧運之父 顧拜旦 日本近代奧運會參加歷史 （1912年斯德哥爾摩奧運～2020年東京奧運）                                            | 查爾斯・福克斯 （北羅德西亞前游泳選手）                                                | 8.3%   |
| 平均收視率 8.2% （收視率由Video Research於日本關東地區統計） |                |                         |                 | |                                                                                        |        |

- 2019年4月7日--停播一次，播出2019年日本統一地方選舉（前半）[注 5]特報。
- 2019年7月21日--停播一次，播出2019年參議院選舉特報。
- 2019年10月20日--停播一次，播出2019年世界盃橄欖球賽。

## 獎項
| 年份   | 名稱                 | 獎項           | 結果 |
| ------ | -------------------- | -------------- | ---- |
| 2019年 | 放送批評懇談會銀河賞 | 12月月間賞     | 獲獎 |
| 2020年 | 黃金飛翔獎           | 製作人賞       | 獲獎 |
| 2020年 | 伊丹十三獎           |                | 獲獎 |
| 2020年 | 東京國際戲劇節       | 最優秀連續劇獎 | 獲獎 |

## 外部連結
- 日本官方（日語）
  - 韋馱天～東京奧運故事～的Instagram帳戶
  - 韋馱天～東京奧運故事～的X（前Twitter）
- NHK 世界台節目表 （页面存档备份，存于） （正體中文）
- 互联网电影数据库（IMDb）上《韋馱天～東京奧運故事～》的资料（英文）

| NHK综合频道 週日20:00 - 20:45      | NHK综合频道 週日20:00 - 20:45                      | NHK综合频道 週日20:00 - 20:45 |
| ---------------------------------- | -------------------------------------------------- | ----------------------------- |
|                                    | 韋馱天～東京奧運故事～ （2019.01.06 - 2019.12.15） |                               |
| 西鄉殿 （2018.01.07 - 2018.12.16） | 麒麟來了 （2020.01.19 - 2021.02.07）               |                               |